# El Censor (Buenos Aires)
El Censor fue un periódico argentino editado en Buenos Aires entre 1885 y 1892. Fue fundado por Domingo Faustino Sarmiento, dirigido por él hasta su muerte en 1888 y luego por Luis María Gonnet. Tuvo un perfil de fuerte denuncia del roquismo que gobernó al país entre 1874 y 1916.

## Historia
Domingo Faustino Sarmiento (1811-1888) fue una de las personalidades más destacadas de la Argentina posterior a la guerra de Independencia (1810-1824). Influyó en la Constitución sancionada en 1853 y, entre 1868 y 1874, fue el último presidente antes de que tomara el poder el Partido Autonomista Nacional (PAN) liderado por Julio Argentino Roca, de cuya gestión y estrategia general de organización del país, fue un severo crítico y opositor. 
En 1885, poco antes de morir y durante la primera presidencia de Roca, fundó el periódico El Censor, con un perfil de fuerte denuncia de la corrupción roquista y la organización de un régimen no republicano y "bárbaro".
Sarmiento fundó el diario junto con Luis María Gonnet (1855-1896), por entonces un joven de 30 años, quien lo sucedió como director cuando Sarmiento falleció en 1888. El periódico no solo criticó al roquismo, sino que apoyó la candidatura de Gonnet a diputado nacional, resultando elegido para el período 1888-1892. Poco antes de finalizar su mandato, en marzo de 1892, El Censor publicó su último número.